# دون وليامز
دون وليامز (بالإنجليزية: Don S. Williams)‏ (و. 1938 – م) هو مصمم رقص، وممثل، من كندا، ولد في إدمونتون.

## وصلات خارجية
- دون وليامز على موقع IMDb (الإنجليزية)
- دون وليامز على موقع قاعدة بيانات الفيلم (الإنجليزية)